# Peter Spahn (historiker)
Peter Spahn, född den 13 juni 1946 i Seligenstadt, är en tysk historiker.
Peter Spahn studerade historia, germanistik och statsvetenskap. Spahn promoverades 1973 vid universitetet i Köln och fullgjorde sin habilitation 1982 vid universitetet i Bielefeld, där han 1983 blev professor. Sedan 1988 undervisar han som professor i antikens historia vid Freie Universität Berlin. Hans lärostol har inriktning mot antikens ekonomi- och socialhistoria.